# Roodstaartboomeekhoorn
De roodstaartboomeekhoorn (Sciurus granatensis) is een zoogdier uit de familie van de eekhoorns (Sciuridae). De soort komt voor in Midden-Amerika en het noorden van Zuid-Amerika.

## Naamgeving
De wetenschappelijke naam van de soort werd voor het eerst geldig gepubliceerd door Alexander von Humboldt in 1811. De soortnaam granatensis betekent van Granada en verwijst naar de herkomst van het holotype: Nieuw-Granada, een toenmalige Spaanse kolonie die het huidige Colombia en Venezuela omvat.

## Verspreiding
De roodstaartboomeekhoorn leeft in regenwouden en nevelwouden van zeeniveau tot op 3.200 meter hoogte. De soort komt niet voor in droogbosgebieden. Het verspreidingsgebied loopt van het noordoosten van Costa Rica naar het noorden van Zuid-Amerika, zuidwaarts tot Ecuador en oostwaarts tot Venezuela. Ook op Isla Margarita, Trinidad en Tobago komt de roodstaartboomeekhoorn  voor. Mogelijk ligt de noordgrens van het verspreidingsgebied in het zuidoosten van Nicaragua.

## Kenmerken
De roodstaartboomeekhoorn is ongeveer 24 cm lang en 400 gram zwaar. Vrouwelijke dieren zijn iets groter dan mannetjes. De vacht is donkerbruin op de rugzijde en oranje op de buikzijde met een oranje pluimstaart.

## Leefwijze
De roodstaartboomeekhoorn is een vooral in de ochtend en de late middag actief. Het dier leeft met name in de bomen, maar begeeft zich ook op de bosbodem. zaden en fruit zijn het voornaamste voedsel. Studies op Barro Colorado-eiland in Panama hebben aangetoond dat de roodstaartboomeekhoorn van 58 plantensoorten eet, maar dat driekwart van het voedsel wordt uitgemaakt door fruit van de paranootachtige Gustavia superba en noten van de almendro (Dipteryx oleifera) en de palmen Attalea butyracea en Astrocaryum standleyanum. De roodstaartboomeekhoorn is een belangrijke verspreider van zaden, onder meer van de wilde cacaoboom. In tijden van schaarste eet de roodstaartboomeekhoorn ook schimmels, bloemen, jonge bladeren, sap, insecten en eieren van bronskikkers. Vrouwelijke eekhoorns leggen in periodes van schaarste ook voedselvoorraden aan, maar mannetjes doen dit zelden. De roodstaartboomeekhoorn  leeft meestal solitair en alleen in de paartijd in groepen. Vrouwtjes foerageren in een gebied van 0,3 tot 1 hectare zonder overlap met het territorium van andere vrouwtjes. Mannelijke eekhoorns hebben territoria van 1 tot 4 hectare, die overlappen met de gebieden van andere mannetjes en vrouwtjes. De paartijd is van december tot augustus en na een draagtijd van anderhalve maand worden in een boomholte meestal twee jongen geboren. De roodstaartboomeekhoorn heeft één tot drie worpen per jaar. In het wild kan de roodstaartboomeekhoorn meer dan twee jaar oud worden. In gevangenschap wordt het dier tot zeven jaar oud.